# Campion Hall

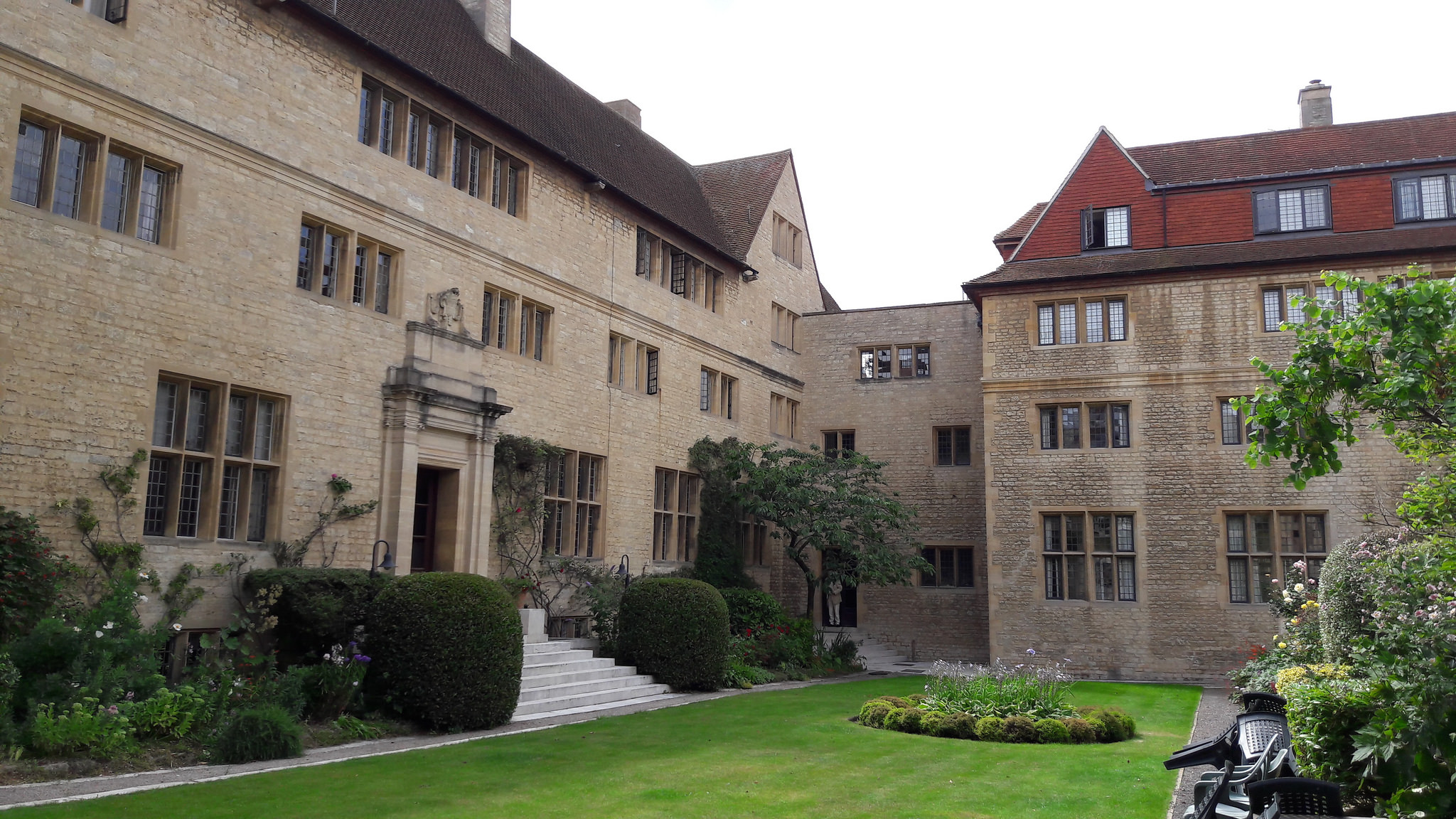
Campion Halls trädgård.

Campion Hall är en Permanent Private Hall vid Oxfords universitet i England. Den drivs av Jesuitorden och är uppkallad efter Sankt Edmund Campion, en katolsk 1500-talsmartyr som verkade vid St John's College i Oxford. Byggnadskomplexet ligger vid Brewer Street i södra delen av Oxfords innerstad, mellan Christ Church och Pembroke College, och ritades av arkitekten Edwin Lutyens, hans enda byggnader i Oxford. Campion Hall inhyser en omfattande samling av religiös konst under 600 år, huvudsakligen förvärvad av fader Martin D'Arcy under 1930-talet.

## Historia

### Tidigare byggnader
Fader Richard Clarke, en tidigare medlem av St John's College, öppnade en Private Hall med namnet Clarke's Hall 1896. Han skickades till St Aloysiuskyrkan i Oxford för att öppna ett studentboende för jesuiter som studerade vid universitetet. Den första lokalen låg på 40 St Giles' och Clarke blev den förste ledaren för boendet. I september 1896 anlände de första fyra studenterna.
De ursprungliga hyrda lokalerna var för små och redan efter 15 månader flyttade man till Middleton Hall på 11 St Giles', där jesuiterna blev kvar fram till 1936.
Fader Clarke avled plötsligt år 1900 i York, och genom hans död upphörde Clarke Hall att existera. Senare samma år återupptogs verksamheten under namnet Pope's Hall, under ledning av fader O'Fallon Pope fram till 1915. Under hans ledning köptes fastigheterna 14 och 15 St Giles' in 1902 och 1903 tillkom även 13 St Giles'.
1915 efterträddes O'Fallon Pope av fader Charles Plater, efter vilken namnet åter ändrades till Plater's Hall.
År 1918 ändrades namnet till det nuvarande Campion Hall i samband med att boendet fick permanent status som Permanent Private Hall vid Oxfords universitet. Namnet togs efter den jesuitiska martyren Sankt Edmund Campion som undervisat vid St John's College och avrättades för förräderi 1581 under Elisabet I:s regering. Campion Hall blev tillsammans med St Benet's Hall en av de första som fick denna status, som gav Campion Hall permanent rätt att arrangera logi för studenter under förutsättning att det sker i icke vinstdrivande form.
Under Ernest G. Vignauxs ledarskap i början av 1930-talet fanns planer på att uppföra en ny byggnad vid St Giles'. Då hyreskontraktet på huvudbyggnaden endast löpte till 1936, valde man istället under fader Martin D'Arcy's ledarskap att köpa in en ny tomt vid Brewer Street, medan byggnadskomplexet vid St Giles' såldes till St John's College.

### Nuvarande byggnad
Brewer Street har även kallats Sleying Lane och var under medeltiden plats för Oxfords bryggare och slaktares lokaler. Flera av collegen i Oxford drev bryggerier i egen regi, varav det sista som tillhörde Brasenose College drevs fram till 1889. Under 1500-talet var ölbryggning och maltframställning de viktigaste näringarna i staden. År 1874 fanns nio bryggerier i Oxford och tretton försäljningsombud för bryggerier på andra orter.
Campion Hall köpte två byggnader vid Brewer Street, en stor gammal logibyggnad som kallades Micklem Hall och tidigare tillhörde Hallbryggeriet. Det ägdes av bryggaren Micklem. Den andra byggnaden var ett garage som tidigare varit stall för hästarna som drog Oxfords spårvagnar. Garaget och delar av Micklem Hall revs, medan andra delar inkorporerades i den nya byggnaden.
Den nya tillbyggnaden designades av Sir Edwin Lutyens och slutfördes 1936. Byggnaden öppnades i juni 1936 av hertigen av Alba, den dåvarande spanske Londonambassadören, tillsammans med Alban Goodier, tidigare katolsk ärkebiskop av Bombay och earl av Oxford.
Byggnaden upptogs som byggnadsminne med status av Grade II* listed building 1954. Den är den enda byggnad i Oxford som designats av Lutyens, även om han 1928 också designade fontänen på Tom Quad vid det närbelägna Christ Church. Lutyens design har influenser av 1600-talets Cotswoldarkitektur och kapellet har ett halvcirkelformat absid med en badalkin.

## Campion Hall idag
Campion Hall drivs av Jesuitorden och erbjuder boende åt jesuiter som studerar och verkar vid Oxfords universitet. Som medlemmar av en Permanent Private Hall har medlemmarna samma status och privilegier som collegemedlemmar vid universitetet. Förutom brittiska jesuiter studerar även internationella studenter tillhörande jesuitorden och andra katolska ordnar och församlingar vid Campion Hall. Medlemskap är normalt begränsat till katolska munkar och präster, men enstaka undantag görs för lekmän. Campion Hall har rätt att anta grundutbildningsstudenter, men har i praktiken sällan gjort det under senare år. Antalet studenter uppgår till omkring 20.
Medlemmar av Campion Hall kan bjuda in gäster för måltider vid colleget, och det finns gemensamma bord där jesuiter, studenter och gäster kan umgås fritt.

## Jesu korsfästelse
År 2011 kom en tavla, Jesu korsfästelse, som hängt i en sal i Campion Hall, att identifieras som en möjlig målning av Michelangelo Buonarroti. Målningen hade köptes in av fader D'Arcy på en Sotheby's-auktion på 1930-talet. Experter har senare daterat tavlan till slutet av Michelangelos liv, när hans syn försämrats kraftigt, så tavlan har senare kopplats samman med den samtide Marcello Venusti. Till följd av tavlans höga värde flyttades den från Campion Hall till Ashmolean Museum, där den idag förvaras.